# 法国驻武汉总领事馆

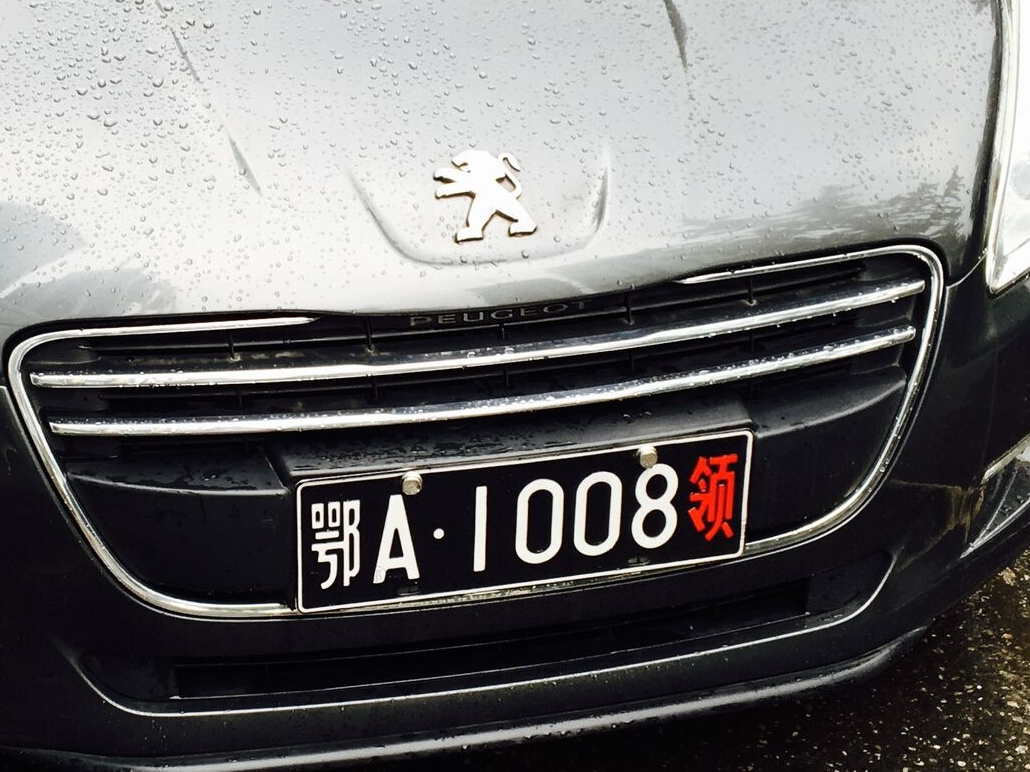
法國駐武漢總領事館專用車牌

法兰西共和国驻武汉总领事馆（法語：Consulat général de la République française à Wuhan），简称法国驻武汉总领事馆（法語：Consulat général de France à Wuhan），开设于1998年10月10日，是法兰西共和国在中华人民共和国境内（不含港澳）开设的第三个总领事馆，也是1949年10月中華人民共和國成立以来在武汉开设的第一个外国总领事馆，馆址位于湖北省武汉市京汉大道1398号环球智慧中心29层，領事轄區范围为湖北省、湖南省、江西省。

## 历史

### 早期
清末，湖广总督张之洞作为洋务派的代表人物在湖北推行新政，此时法国与武汉已有一系列经济活动往来。1858年《天津条约》签订后，汉口被列为通商口岸。1863年1月，初抵汉口的法国领事戴伯理（法語：Dabry de Thiersant）向湖广总督官文提出开辟法租界的要求，并最终取得了英租界下游直到通济门附近的城内沿江地段。1865年6月29日，清政府同意再无偿让与毗邻的一块土地，用于法国领事馆的建设，该土地距江岸200米，距英租界500米。同一时期，法国以10504法郎的价格购买了附近一块430平方米的土地。以上两块土地共计2555平方米，其中1660平方米位于一面围墙之内，同年在此处建立了一座两层的领事馆及其附属建筑。
法国驻汉口领事馆旧址位于现洞庭街105号，始建于1865年，1891年曾洪水冲毁，1892年重建。领事馆坐西朝东，为一幢西式二层青瓦楼房，砖混结构。西式庭院建筑，外廊拱券，方柱门斗。与领事馆一同建设的还有领事官邸，二者并没有毗邻而建，而是相隔约100米，办公、居住功能尽量分开而又遥相呼应，既能保护居住隐私，又不影响公务。领事馆官邸后被用作“武汉市人民防空办公室”，1999年前后被拆除。

### 重设
1957年，法国前总理富尔到访武汉，参观了当时即将通车的武汉长江大桥并会见了毛泽东。1964年，周恩来和法国总统戴高乐商定，将武汉市列为中法两国合作交流的基地城市。1998年，法国在重新设立驻武汉总领事馆，这也是1949年以来第一个在武汉重新开设的总领馆。
2020年初，武汉发生COVID-19疫情并实施封城，法国安排了本国公民的撤侨但表示“绝对不会关闭领事馆”，法领馆成为封城期间武汉唯一仍开放的外国领事馆。
2023年9月19日，总领馆从新世界国贸大厦17层迁至武汉天地片区的新馆址，10月10日由法国驻华大使白玉堂揭牌并举行落成仪式。

## 历任总领事
- 第一任 尚多礼（François Sastourné；1998年10月10日－2003年1月9日）
- 第二任 德盖义（François de Grailly；2003年2月－2005年12月）
- 第三任 费勇（Michel Freymuth；2006年1月－2009年12月）
- 第四任 蓝博（Serge Lavroff；2009年12月11日－2013年8月31日）
- 第五任 马天宁（Philippe Martinet；2013年9月－2017年8月31日）
- 第六任 贵永华（Olivier Guyonvarch；2017年9月1日－2022年10月）
- 第七任 胡建谊（Jean-Yves Roux；2022年11月-2025年2月[11]）
- 第八任 纪蒙田（Christian Thimonier；2025年4月至今[12]）

## 领馆部门
目前法国驻武汉总领馆设有如下部门：
- 法国人事务处
- 签证处
- 文化处
- 科技部
- 高等教育合作处
- 经济处
- 法国高等教育署（法语：Campus France）
- 法语联盟
- 商务投资处
- 阿基坦大区议会代表处
- 埃松省驻武汉代表处